# Rotterdamse Regels
Het Verdrag van de Verenigde Naties inzake de overeenkomsten voor het internationaal vervoer van goederen geheel of gedeeltelijk over zee (United Nations Convention on Contracts for the International Carriage of Goods Wholly or Partly by Sea) is een verdrag waarbij de rechten en plichten werden vastgesteld van de rederijen en verschepers. De inhoud hiervan staat bekend als de Rotterdamse Regels (Rotterdam Rules).
Het verdrag dat werd opgesteld door UNCITRAL moet de Haagse Regels, de Haags-Visbysche Regels en de Hamburgse Regels vervangen, maar is nog niet in werking getreden.